# Триба
Триба (лат. tribus, от tribuo — делю, разделяю) — территориальный и избирательный округ Древнего Рима, имевший один голос в трибутных комициях.
Введение территориальных триб приписывается римскому царю Сервию Туллию (VI век до н. э.), который разделил римскую территорию на 4 городские и 26 сельских триб. Впоследствии в процессе завоевания Римом Италии число их возросло до 35 (к 241 году до н. э.).
Согласно римской традиции, древнейшее население Рима делилось на три трибы — Рамны (латины), Тиции (сабины) и Луцеры (этруски). Первоначально в каждую трибу входило 100, затем — 300 родов. Эти три трибы и составили римский народ.
Ещё в царское время это деление было смещено пространственным делением на 4 городских трибы (так называемые tribus urbanae), и сначала 16, а затем 31 сельскую трибу (tribus rusticae).